# 洛佐瓦 (博羅瓦區)
49°28′5″N 37°48′7″E / 49.46806°N 37.80194°E
洛佐瓦（烏克蘭語：Лозова）是位於烏克蘭東部的村莊，由哈爾科夫州伊久姆區的博罗瓦市镇負責管轄。該村始建於1680年，面積1.51平方公里，海拔高度118米，2001年人口131，人口密度每平方公里86.9人。